# جان وینتروپ هکت
جان وینتروپ هکت (انگلیسی: John Hackett; ۵ نوامبر ۱۹۱۰ – ۹ سپتامبر ۱۹۹۷) فرد نظامی و مدرس دانشگاه اهل بریتانیا بود. وی همچنین برندهٔ جوایزی همچون صلیب نظامی شده‌است.